# FeedBurner
FeedBurnerとは2004年にスタートしたWebフィードマネジメントプロバイダーである。ディック・コストロ、エリック・ルント、スティーブ・オレチョスキー、マット・ショービが立ち上げた。ミシガン大学卒のコストロは2010年にTwitterの最高経営責任者に就任している。カスタムRSSフィードと管理ツールをブロガー、ポッドキャスター、その他ウェブ型コンテンツ配信者向けに提供している。

## サービス
トラフィック解析や任意の広告システムを含むサービスを配信者に提供している。当初は広告がRSS形式に合うかどうか明確ではなかったが、現在はFeedBurnerのフィードで2、3番目に広告を入れることを選ぶことができる。ユーザーはフィードの購読者数や購読しているサービスとプログラムを見ることができる。
公開されたフィードはDiggとdel.icio.usへの自動リンクや複数のフィードからの情報スプライシングといったいくつかの方法で修正される。FeedBurnerは典型的なWeb 2.0サービスでFeedBurnerを他のソフトウェアで使用できるようにするWebサービスアプリケーションプログラミングインタフェース(API)を提供している。2007年10月5日時点では584,832人の配信者によって100万個以上のフィードを管理しており、このうち142,534個がポッドキャストやビデオキャストのフィードであり、構造化データやフィード管理の牽引役になると考えられる。
2021年4月、Google社は主要でないフィード管理機能を廃止した上で、FeedBurnerインフラを最新のものに移行し、RSSフィードプロキシーサービスとして、サービスを継続することを発表した。

## 歴史
2007年6月3日、FeedBurnerはGoogleに買収、価格は1億ドルと噂された。一ヶ月後、人気のあった2つの有料サービス（MyBrandとTotalStats）が全ユーザー向けに無料化された。
2011年5月26日、GoogleはFeedBurnerのAPIを終了することを発表、同年10月20日にAPIの提供を終了した。
さらに2012年10月2日にフィード対応のAdSenseも終了が発表され、同年12月3日に終了した。

## 技術的問題
FeedBurnerにおける技術的問題の1つとして度々言われるのが、サービス使用ブログの購読者の減少が報告されることである。実際はFeedBurnerの技術的問題ではなくFeedBurnerから収集し、それらのパートナーから集計しているようなFeedBurnerに報告するフィード読者やアグリゲーターの問題とされる。通常この問題は単一のRSSリーダー、クライアントに繋がっている事によるものである。2009年4月、例として、問題を抱えているFeedBunerの購読者はGoogleのFeedfetcherサービスを使用していることが分かった。